# Henrik Gondret
Claes Henrik Gondret, född den 15 januari 1844 i Stockholm, död den 17 december 1928 i Jönköping, var en svensk militär.
Gondret blev underlöjtnant vid Jönköpings regemente 1865, löjtnant där 1869, kapten 1884, major 1894 och överstelöjtnant vid Kalmar regemente 1898. Han befordrades till överste i armén och beviljades avsked från regementet 1902. Gondret blev ledamot i styrelsen för Riksbankens avdelningskontor i Jönköping 1901 och var senare ordförande där. Han blev riddare av Svärdsorden 1888 och av Carl XIII:s orden 1920. Gondret vilar på Östra kyrkogården i Jönköping.